# Amarixys
Genre
Amarixys est un  genre fossile de ricinules de la famille des Curculioididae.

## Distribution
Les espèces de ce genre ont été découvertes aux États-Unis en Illinois. Elles datent du Carbonifère.

## Liste des espèces
Selon The World Spider Catalog (version 18.5, 2018) :
- † Amarixys gracilis (Petrunkevitch, 1945)
- † Amarixys stellaris Selden, 1992
- † Amarixys sulcata (Melander, 1903)

## Publication originale
- Selden, 1992 : Revision of the fossil ricinuleids. Transactions of the Royal Society of Edinburgh Earth Sciences, vol. 83, no 4, p. 595-634.